# ناحیه ولی، شهرستان شریدن، کانزاس
ناحیه ولی، شهرستان شریدن، کانزاس (به انگلیسی: Valley Township, Sheridan County, Kansas) یک سکونتگاه مسکونی در ایالات متحده آمریکا است که در شهرستان شریدن، کانزاس واقع شده‌است.

## خصوصیات
ناحیه ولی ۱۰۹ نفر جمعیت دارد و ۷۴۸٫۹ متر بالاتر از سطح دریا واقع شده‌است.